# كيفين رايلي
كيفين رايلي (بالإنجليزية: Gavin Reilly) (10 مايو 1993 في المملكة المتحدة - ) هو لاعب كرة قدم بريطاني في مركز الهجوم. لعب مع كوين أوف ساوث وهارت أوف ميدلوثيان.

## وصلات خارجية
- كيفين رايلي على موقع قاعدة بيانات كرة القدم.إي يو (الإنجليزية)
- كيفين رايلي على موقع Soccerbase.com (لاعب) (الإنجليزية)
- كيفين رايلي على موقع Soccerway.com (الإنجليزية)